# 平澤岳
平澤 岳（ひらさわ がく、1973年2月1日 - ）は、日本の元アルペンスキー選手、政治家。リレハンメルオリンピック、長野オリンピック日本代表。株式会社株式会社デボルターレ代表取締役。長野県山ノ内町長（1期）。
アルペンスキー世界選手権回転競技15位。
全日本スキーアルペンナショナルチームに1990年から2000年に所属。178cm、83kg（長野五輪時）。

## 来歴
東京都出身。山ノ内町立東小学校、山ノ内町立山ノ内中学校卒業。アメリカ・バーモント州のストラットン・マウンテン・スクール卒業。

## 主なスキー競技戦歴
- 1993-1994 ： FISアルペンスキーワールドカップ初出場、リレハメル五輪出場
- 1995-1996 ： FISアルペンスキーワールドカップ 回転競技 最高17位、世界選手権回転競技 15位
- 1996-1997 ： FISアルペンスキーワールドカップ 回転競技 最高20位
- 1997-1998 ： FISアルペンスキーワールドカップ 回転競技 最高26位、長野五輪回転競技 20位、全日本選手権SL優勝
- 1998-1999 ： FISアルペンスキーワールドカップ 回転競技 最高22位
- 1999-2000 ： FISアルペンスキーワールドカップ 回転競技 最高18位、全日本選手権 SL優勝
- 2000-2001 ： ファーイーストカップ種目別 SL優勝
- 2001-2002 ： 全日本選手権 SL優勝
- 2002年4月 ： プロスキー選手として引退

## 引退後
2003年8月、株式会社ミヨシ・ネットワークスに入社し、2007年7月に株式会社デボルターレ設立。現在は株式会社デボルターレ代表取締役社長であり、NPO法人ナスターレース協会の会長。
北海道小樽市銭函でカフェ（しろくまコーヒー）を経営している。
2014年からスタートしたスバルゲレンデタクシーのプロデュースを担当。
2018年、スキー場運営会社、マックアースから太陽光発電のブルーキャピタルマネージメントが購入した4つのスキー場（エコーバレースキー場(長野県) / Mt.乗鞍スノーリゾート(長野県)  白馬さのさかスキー場(長野県)  / 箕輪スキー場(福島県) ）の再生プロジェクトのプロデューサーを務める。
2019年秋にブルーキャピタルマネジメントのアドバイザーを退任。
2022年4月からは美唄市の地域活性化起業人に就任し、経済観光課所属で美唄国設スキー場に係る整備計画策定支援や、スノースポーツ振興に関する事業支援等を手掛ける。
2023年2月26日に行われた山ノ内町長選挙に立候補し、4期目現職の竹節義孝を破り初当選した。3月6日、町長として初登庁した。